# Зоологический Сад (разъезд)
Зоологический Сад — бывший остановочный пункт Ростовского региона Северо-Кавказской железной дороги, находящийся в городе Ростове-на-Дону.
В настоящее время остановок пригородных поездов не выполняется. Разъезд расположен в оживленной части города, между двумя загруженными автомобильными дорогами. Благоустроенный пешеходный переход через железную дорогу соединяет жилые кварталы и является доступным объектом транспортной инфраструктуры ростовчан. Остановка электричек перенесена на недалеко расположенную станцию Рабочий Городок.